# Bisdom Isiro-Niangara

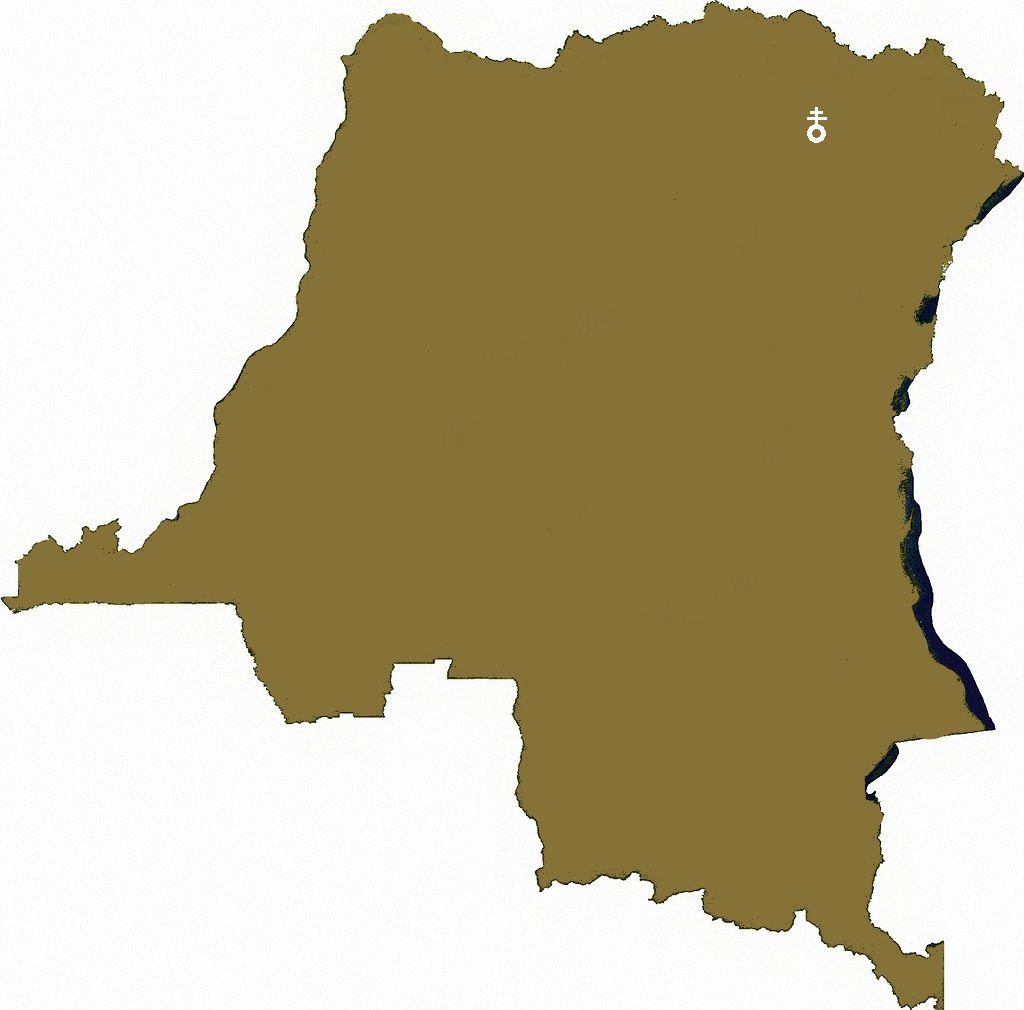
Isiro

Het bisdom Isiro-Niangara (Latijn: Dioecesis Isirensis-Niangaraensis) is een rooms-katholiek bisdom in Congo-Kinshasa met als zetel Isiro (kathedraal Sainte Thérèse de l'Enfant-Jésus). Het is een suffragaan bisdom van het aartsbisdom Kisangani en werd opgericht in 1959. 
Het missiegebied van het bisdom was toegewezen aan de dominicanen en is ontstaan uit de in 1911 opgerichte apostolische prefectuur Oost-Uélé. In 1924 werd het verheven naar het apostolisch vicariaat van Oost-Uélé, en in 1926 hernoemd naar Niangara. In 1959 werd Niangara een bisdom en de eerste bisschop was François-Odon De Wilde, O.P. Het bisdom en de Europese missionarissen werden zwaar getroffen door de Simba-opstand in 1964. In 1970 kreeg het bisdom de naam Isiro–Niangara.
In 2017 telde het bisdom 23 parochies. Het bisdom heeft een oppervlakte van 60.000 km² en telde in 2016 1.638.000 inwoners waarvan 60,8% rooms-katholiek was. 

## Bisschoppen
- François-Odon De Wilde, O.P. (1959-1976)
- Ambroise Uma Arakayo Amabe (1976-1989)
- Emile Aiti Waro Leru’a (1989-1994)
- Charles Kambale Mbogha, A.A. (1995-2001)
- Julien Andavo Mbia (2003-2024)
- Dieudonné Madrapile Tanzi (2024-)